# ヤヌシュ1世スタルシ
ヤヌシュ1世スタルシ（ポーランド語：Janusz I Starszy, 1347年/1352年 - 1429年）は、マゾフシェ諸公の1人で、ワルシャワ公（在位：1377年 - 1429年）。マゾフシェ公シェモヴィト3世の長男、母はオパヴァ公ミクラーシュ2世の娘エウフェミア。スタルシ（Starszy）は「年長者」を意味する異称で、同名の息子との区別のために付けられる。

## 生涯
父は領国をヤヌシュ1世とその弟シェモヴィト4世の2人に分割相続させた。ヤヌシュ1世はワルシャワ、ヌル、ウォムジャ、チェハヌフ及びロジャンを領有した。1374年にはザクロチムを、1381年にはチェルスク、リフおよびヴィショグルトを相続している。1376年、ヤヌシュ1世はリトアニアのケーストゥティス大公の娘ダヌテと結婚した。こうした縁戚関係もあって、義兄のヴィータウタス大公とその従兄のポーランド王ヨガイラとの間の調停役を務めている。
1386年、ヤヌシュ1世はポーランド王の世襲の封臣となり、1391年にポドレ公の称号を授けられている。1406年には、公国の首都をチェルスクからワルシャワに移した。1409年、ヤヌシュ1世は自分の宗主であるヴワディスワフ2世とドイツ騎士団との戦いにおいて前者を支援するため、騎兵の一団をポーランド国王軍に提供している。そして翌1410年には、高齢にもかかわらず自ら騎兵隊を率いてグルンヴァルトの戦いに参加した。ヤヌシュ1世の3人の息子はいずれも父より先に没したため、領国を引き継いだのは孫のボレスワフ4世であった。

## 子女
1376年、リトアニア大公ケーストゥティスの娘ダヌテと結婚し、3人の息子をもうけた。
1. ヤヌシュ（1382年以前 - 1402年）
2. ボレスワフ（1385/6年 - 1428年）
3. コンラト（1390年以前 - 1410年以前）